# Cueta indefinita
Cueta indefinita är en insektsart som beskrevs av Navás 1914. Cueta indefinita ingår i släktet Cueta och familjen myrlejonsländor. Inga underarter finns listade i Catalogue of Life.